# 灰喉针尾雨燕
灰喉针尾雨燕（学名：Hirundapus cochinchinensis）又名针尾雨燕，为雨燕科针尾雨燕属的鸟类。它分布于柬埔寨，中国，印度，印尼，老挝，马来西亚，缅甸，尼泊尔，新加坡，泰国和越南，偶尔飞到圣诞岛。在中国大陆，分布于海南及其南面海岛等地。主要栖息在亚热带或热带潮湿低地森林。该物种的模式产地在越南。